# Triệu Thị Trinh
Triệu Thị Trinh, także Triệu Ẩu lub Bà Triệu (chữ nôm: 趙氏貞; ur. 225, zm. 248) – bohaterka narodowa Wietnamu, przywódczyni powstania w Giao Chỉ przeciw królestwu Wu w 248 roku. Jej grób i świątynia (đền) znajdują się w Thanh Hóa.